# Власта (гостиница, Львов)

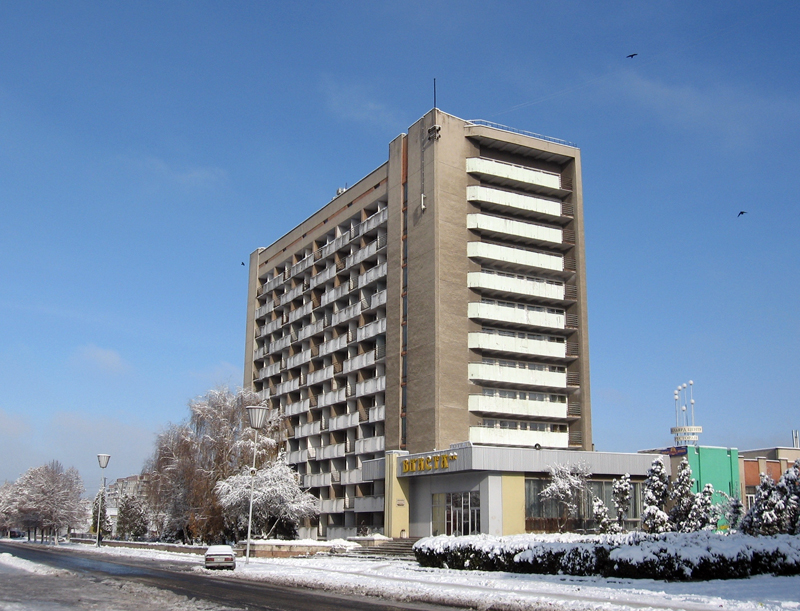
Гостиница «Власта»

«Вла́ста» (бывшая «Россия», укр. Власта) — двухзвёздочная гостиница во Львове (Украина). Принадлежит министерству обороны Украины. Расположена в 1,5 километра от исторической части города, перед стадионом «СКА», по адресу улица Клепаровская, 30.
12-этажное здание гостиницы «Россия» было построено в 1976 году (архитекторы А. Гукович и А. Симбирцева). В начале 1990-х гостиница была переименована. Отель занимает 9 этажей (несколько этажей занимают общежития военнослужащих) и имеет 157 номеров на 289 мест, из которых: 25 — одноместных, 115 — двухместных, 17 — многокомнатных на 3-4 места. Холодная вода постоянно, горячая по графику. В гостинице есть два бара, ресторан на 170 мест, парикмахерская, прачечная, конференц-зал на 80 мест, платная охраняемая автостоянка.
Напротив гостиницы «Россия» в начале 1980-х был построен спорткомплекс спортивного клуба Прикарпатского военного округа.